# Syrjäjärvi (sjö i Pieksämäki, Södra Savolax)
Syrjäjärvi är en sjö i kommunen Pieksämäki i landskapet Södra Savolax i Finland. Arean är 35 hektar och strandlinjen är 7,19 kilometer lång. Sjön  ingår i Vuoksens huvudavrinningsområde.   Den ligger omkring 70 kilometer norr om S:t Michel och omkring 270 kilometer nordöst om Helsingfors. 
I sjön finns ön Kalmansaari. 